# Villa Saluzzo Bombrini
Die Villa Saluzzo Bombrini, auch bekannt als il Paradiso, ist ein historischer Adelssitz im Genueser Stadtteil Albaro, an der Einmündung der Via Albaro in die Via Francesco Pozzo.
Sie wurde von Andrea Ceresola, genannt Vannone, für die Markgrafen von Saluzzo erbaut und ist ein typisches Beispiel für die Architektur des späten Manierismus.
In der Nähe befinden sich zwei weitere Villen der Familie Saluzzo, die Villa Saluzzo Mongiardino, in der der Dichter George Byron zwischen 1822 und 1823 einige Monate verbrachte, und die Villa Saluzzo Carrega Parodi, die von 1967 bis 1993 Sitz der Società Ligure di Storia Patria (Ligurische Gesellschaft für Heimatgeschichte) war. Beide Villen sind jüngeren Datums, aber ebenso beeindruckend.

## Geschichte
Der Bau wurde von Vannone im letzten Jahrzehnt des 16. Jahrhunderts im Auftrag von Giacomo Saluzzo als Feriendomizil für seine Familie erbaut. Danach ging die Villa, an deren Kauf auch der berühmten Geiger Niccolò Paganini interessiert war, 1837 in den Besitz des Marquis Henri de Podenas über. Im Jahr 1886 wurde sie von den Erben des französischen Adligen an die Familie Bombrini verkauft, in deren Besitz sie bis in die 2000er Jahre blieb, als sie von einer Immobiliengesellschaft erworben wurde (2005), die sie in ein Luxushotel umwandeln wollte. Als diese Pläne an der Weigerung der Soprintendenza per i beni archeologici della Liguria scheiterten, da dies eine Verfälschung des ursprünglichen Gebäudes zur Folge gehabt hätte, wurde die Villa 2007 von Privatpersonen erworben, um sie als Wohn- und Bürogebäude zu nutzen.
In jüngerer Zeit wurde sie in drei Wohnungen aufgeteilt, von denen eine mit einem angrenzenden Keller von 1959 bis 1995 von der Familie des Liedermachers Fabrizio De André bewohnt wurde, der hier seine ersten Werke komponierte.
Derzeit ist die Villa in Privatbesitz und für die Öffentlichkeit nicht zugänglich. Sie wurde ausnahmsweise anlässlich der XV. Ausgabe der Giornate FAI di Primavera am 24. und 25. März 2007 vom Fondo Ambiente Italiano, unter dessen Schirmherrschaft das Gebäude steht, für die Öffentlichkeit geöffnet.

## Beschreibung
Die Villa Saluzzo Bombrini liegt höher als die anderen Villen von Albaro und ist von einem großen Park umgeben, hinter dem sich ein Wald mit besonders vielen Pinien befindet. Vor der Hauptfassade befindet sich in leichter Hanglage ein eleganter Italienischer Garten, der mit einem Brunnen mit großen Bronzefröschen geschmückt wird.

### Außen
Vannone wollte mit dem damals in Genua in Mode gekommenen alessianischen Stil brechen, der sich durch eine kubische, dreiteilige Struktur mit Lisenen und einem pyramidenförmigen Dach gekennzeichnet war. Der lombardische Architekt schuf stattdessen einen rechteckigen architektonischen Körper, wobei er die längliche Form der Höhe vorzog, mit einer doppelten Eckloggia, die sich zur umgebenden Landschaft hin öffnet (die westliche Loggia, die einzige in den genuesischen Villen, erstreckt sich über die gesamte Tiefe des Gebäudes und bietet einen weiten Blick auf die Stadt).

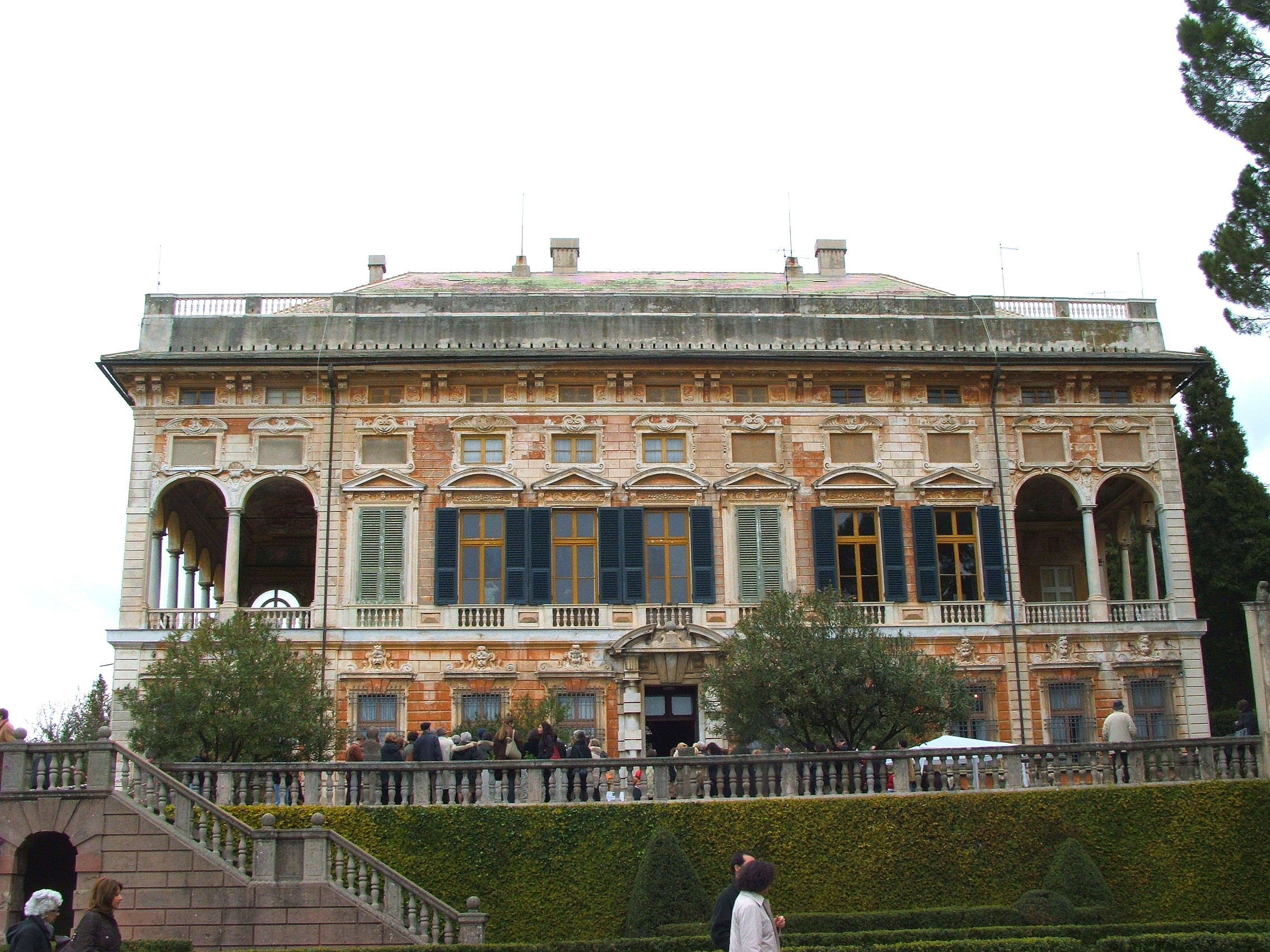
Hauptansicht
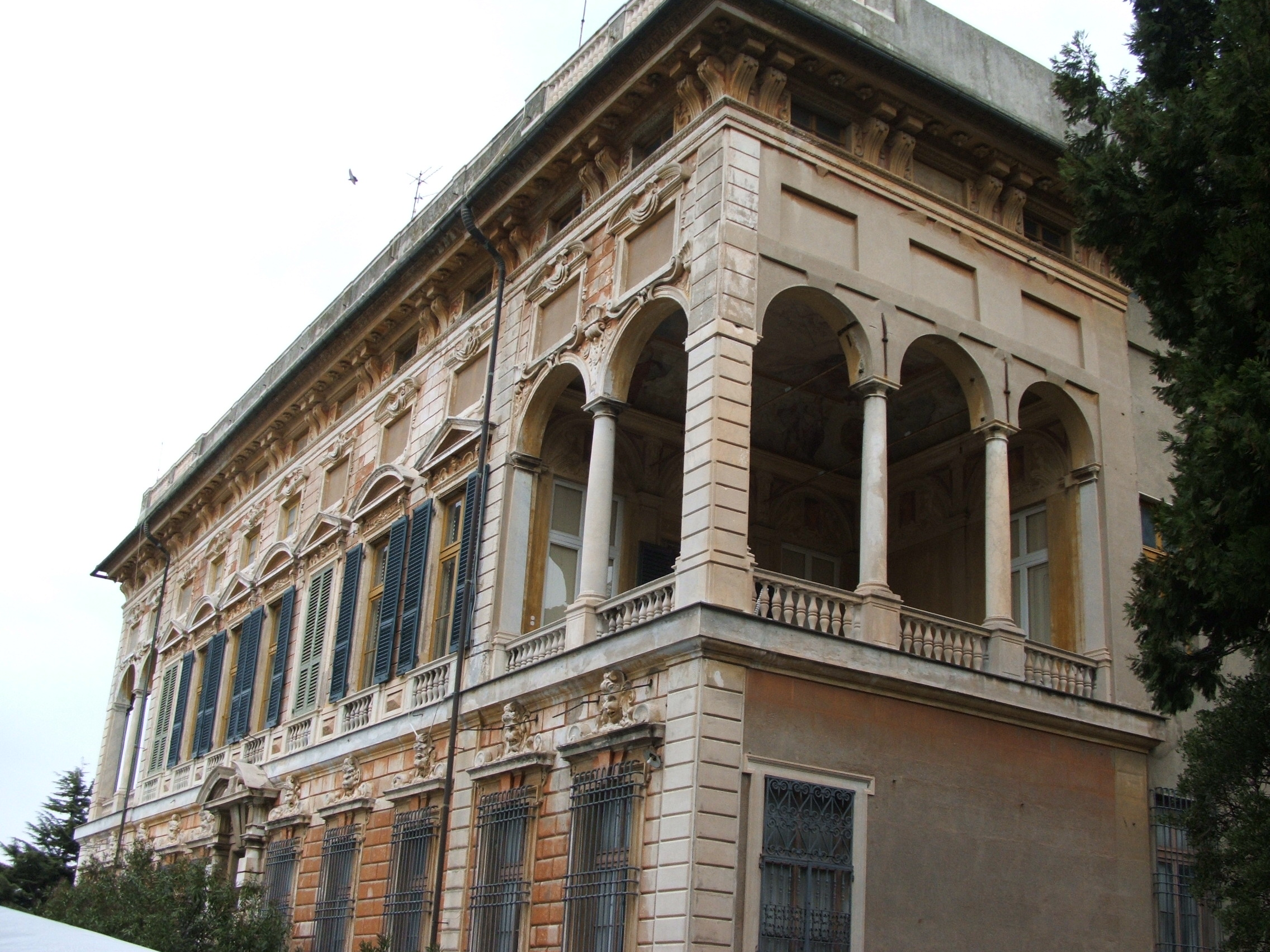
Östliche Loggia
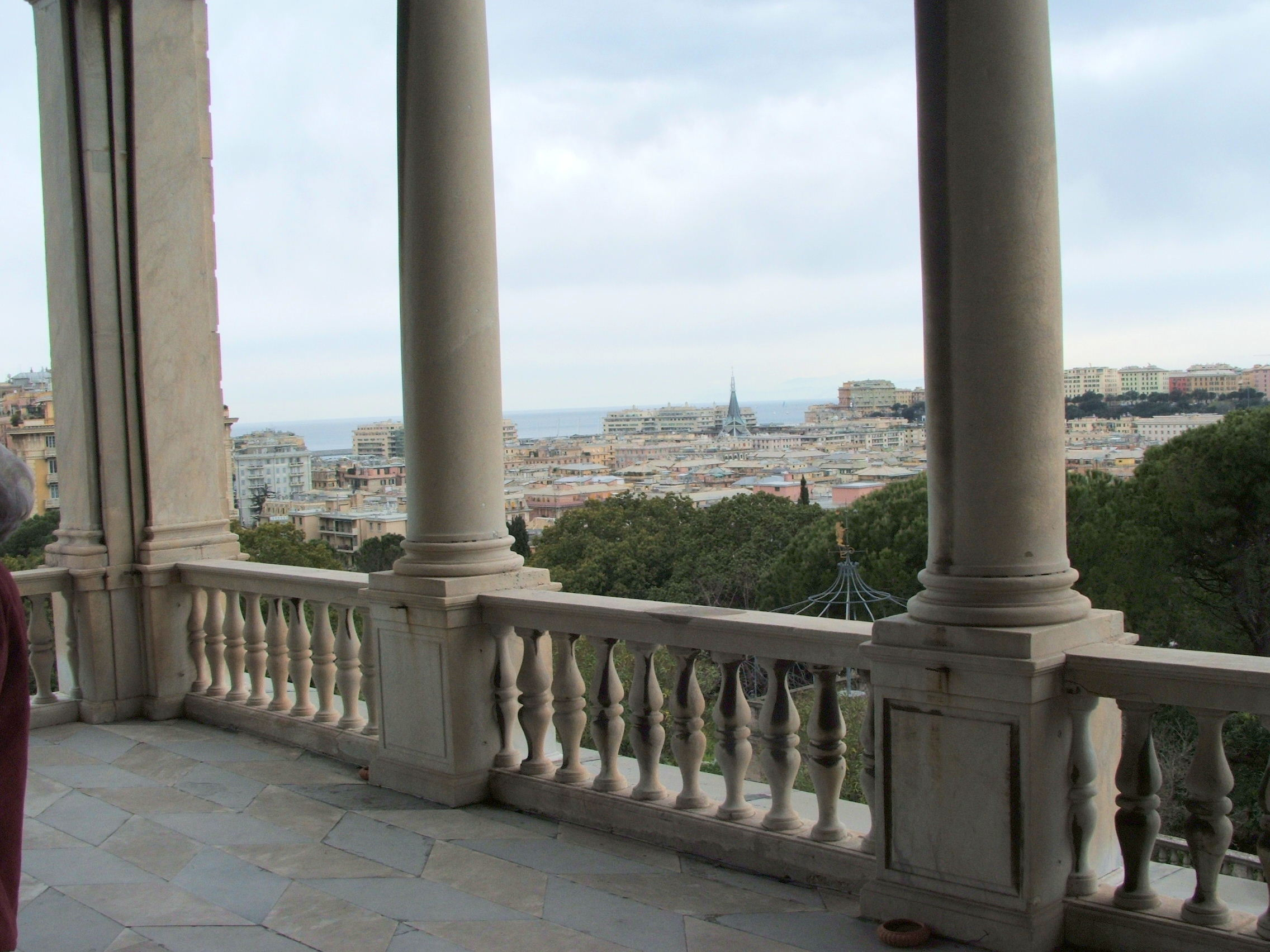
Westliche Loggia
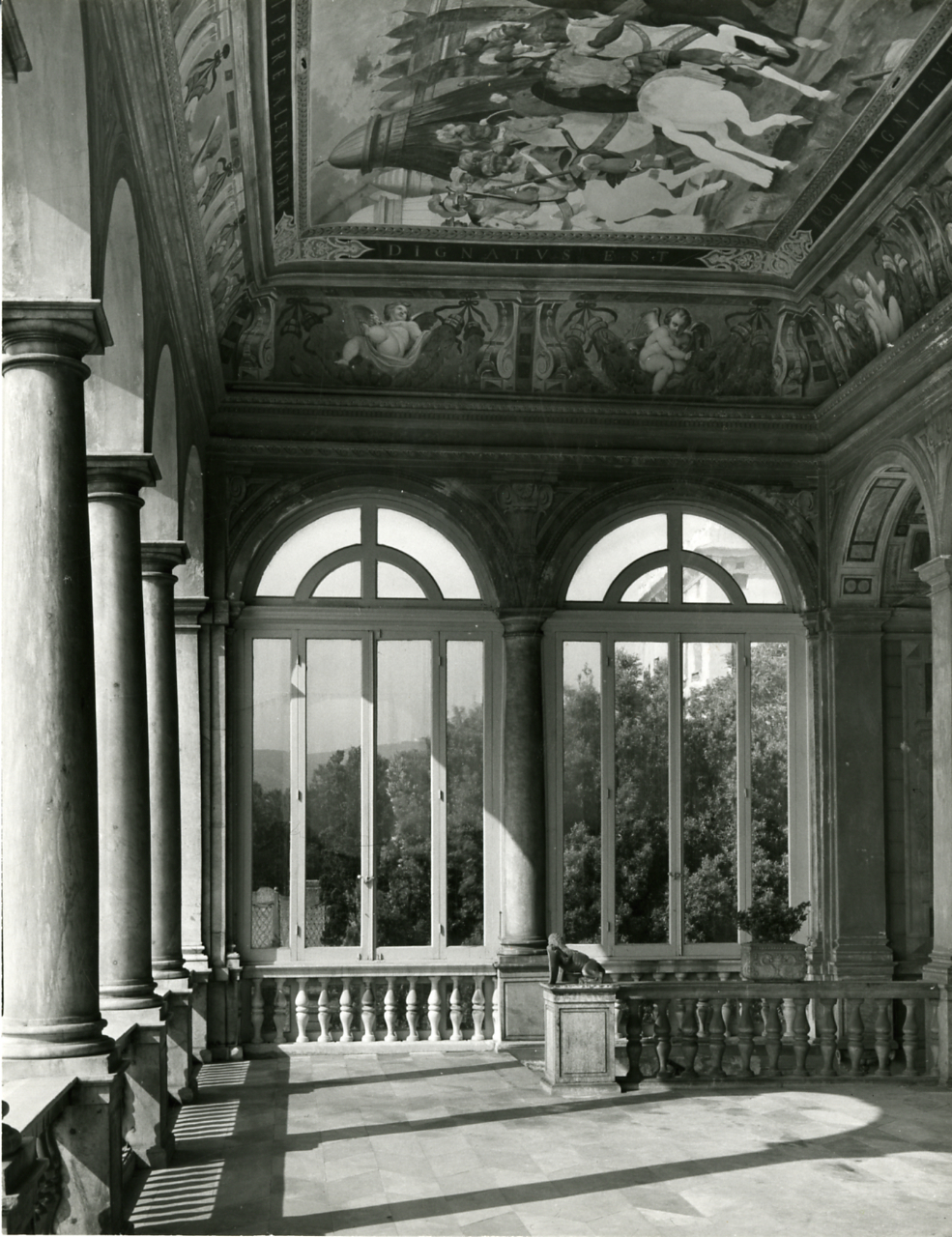
Dekoration einer Loggia auf einem Foto von Paolo Monti

### Innen

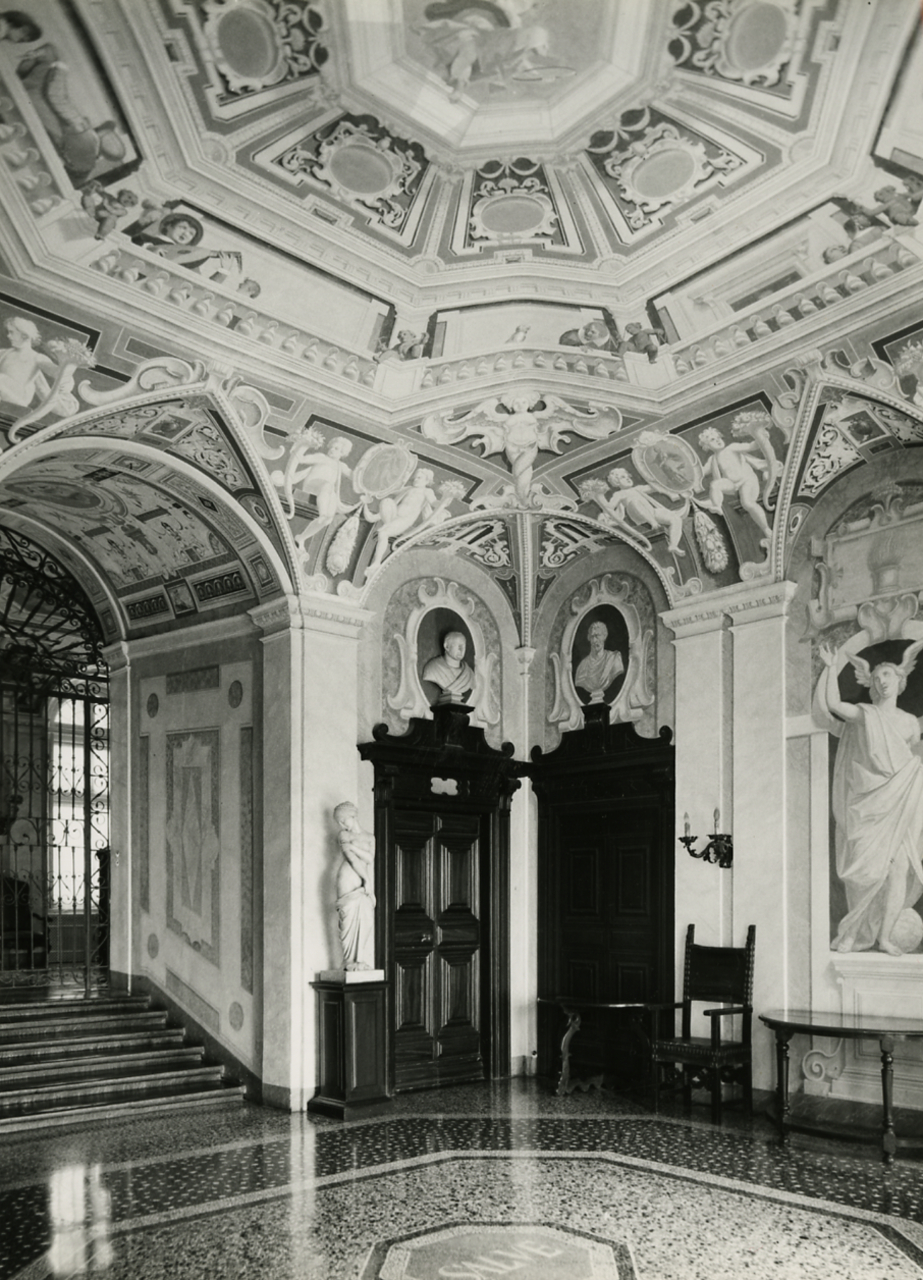
Innendekoration auf einem Foto von Paolo Monti (1963)

Die Innenräume, die aus einem Erdgeschoss, einem Piano Nobile und einem Mezzanin bestehen, sind mit Fresken und Dekorationen von Giovanni Andrea Ansaldo im Atrium, von Lazzaro Tavarone im zentralen Saal (Genuesen bei der Einnahme von Antwerpen, 1622) und in der östlichen Loggia sowie von Bernardo Castello in der westlichen Loggia und in einem der Zimmer ausgeschmückt.

### Garten

Unterhaltung in einem Garten von Albaro von Alessandro Magnasco

Der Garten ist über Treppen und Wege mit dem oberen Platz verbunden. Die Eingangsachse der Villa, an die sich eine schmale Schräge anschließt, ist gegenüber der Haupttür, die zum Hauptatrium führt, leicht versetzt.
Der Garten, der sein ursprüngliches Aussehen im Wesentlichen beibehalten hat, wurde mit jenem auf dem Gemälde Trattenimento in un giardino di Albaro (1735) von Alessandro Magnasco identifiziert, dass sich im Palazzo Luca Grimaldi („Palazzo Bianco“) befindet. Der Maler hat uns eine Momentaufnahme des Lebens und der Umgebung hinterlassen, in der die wohlhabende Gesellschaft in der ersten Hälfte des 18. Jahrhunderts ihre Ferien verbrachte. Auf dem Gemälde sieht man kleine Menschengruppen im Garten der Villa, die sich unterhalten, tanzen und Karten spielen, vor dem Hintergrund der Ebene von Bisagno, in der Gegend von San Fruttuoso, die noch mit Gemüsegärten bebaut war.

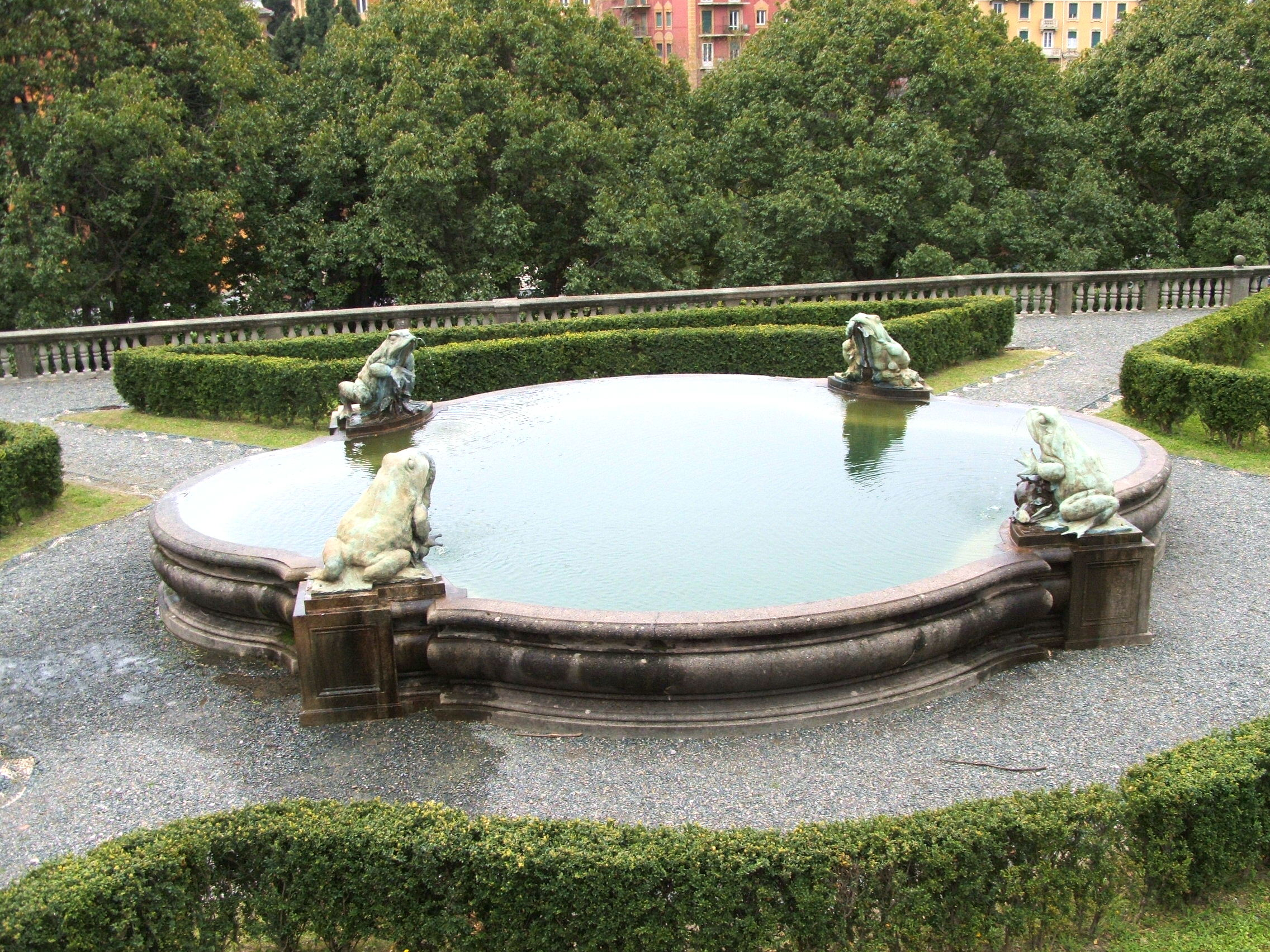
Gartenbrunnen

### Villa Paradisetto

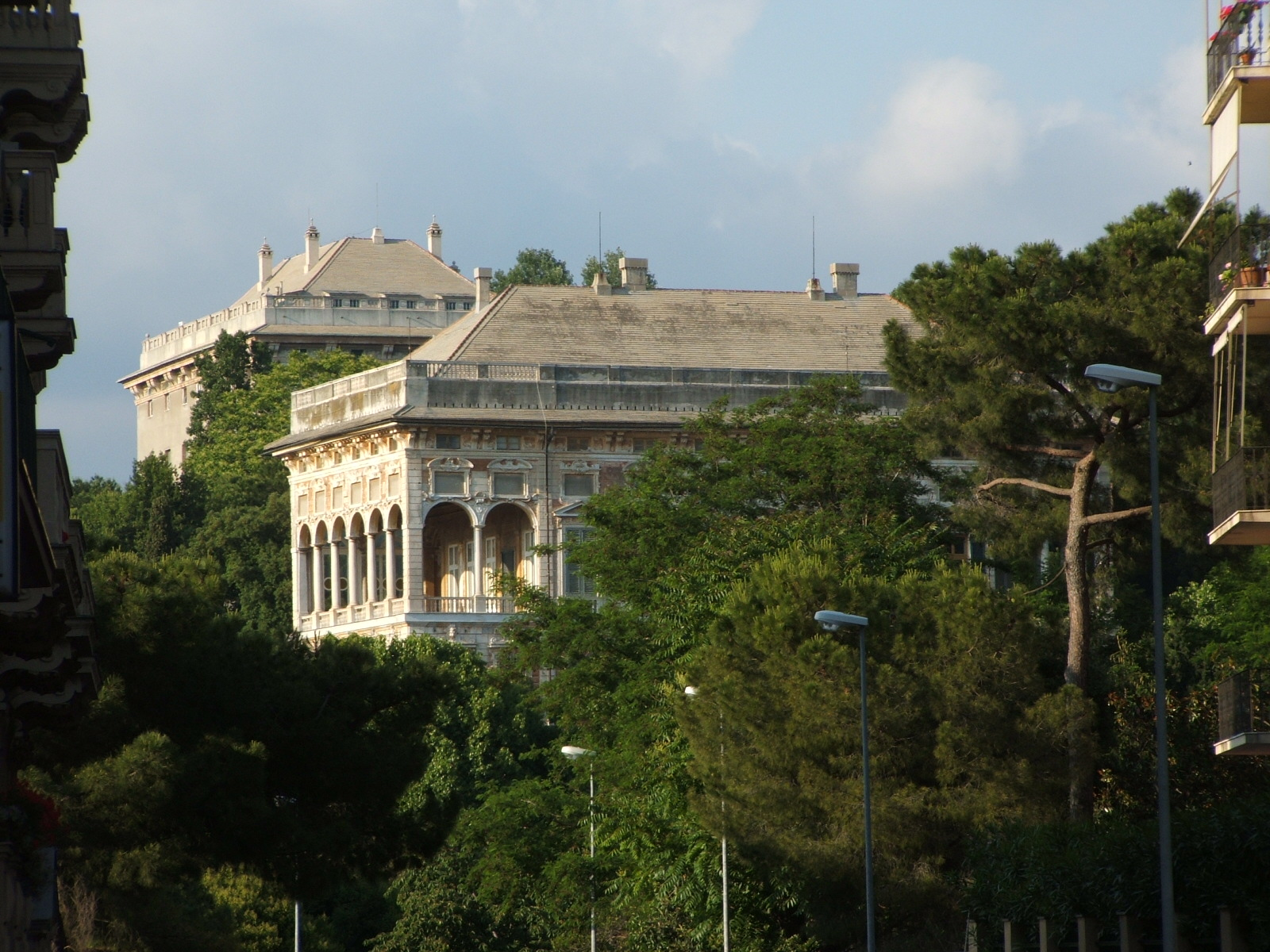
Villa Saluzzo Bombrini mit dem ‘‘Paradisetto’‘ dahinter

Auf der Rückseite der Villa befindet sich ein ähnliches Gebäude mit dem Namen Paradisetto, das Ende des 19. Jahrhunderts für einen Bombrini-Erben erbaut und 1935 von Robaldo Morozzo della Rocca renoviert wurde. Dieses Gebäude wurde in jüngster Zeit auch von einem Vertreter der genuesischen Liedermacherschule, Gino Paoli, bewohnt.